# Агахова, Джулиус
Джу́лиус Эфо́са Агахо́ва (англ. Julius Efosa Aghahowa; род. 12 февраля 1982, Бенин-Сити) — нигерийский футболист, нападающий.

## Клубная карьера
Родился в городе Бенин-Сити, выступал за любительскую команду «Полис», после чего перебрался в клуб первого дивизиона «Бендел Иншурэнс». В 1999 году Агахова в составе юношеской сборной Нигерии дошёл до финала Кубка Африки, а также помог национальной команде пробиться в 1/4 финала чемпионата мира среди юношей (до 20 лет), после чего нападающий подписал контракт с тунисским «Эсперансом». В том же году нигериец помог своему клубу выйти в финал Лиги чемпионов КАФ, а также победить в  национальном чемпионате. 
В ноябре 2000 года Джулиус Агахова перешёл в украинский «Шахтёр, в первых 8 матчах нападающий забил семь мячей. В 2002 году Агахова в составе клуба стал чемпионом Украины и обладатель национального кубка. В 2004 году он помог клубу завоевать Кубок Украины. В чемпионском для клуба сезоне 2004/05 Агахова забил восемь голов в 15 встречах. 
В сезоне 2005/06 форвард ни разу не отличился в национальном первенстве, но выйдя на замену в «золотом матче» принёс горнякам победу в поединке против киевского «Динамо». Агахова стал героем встречи с  В сезоне 2004/2005 Джулиус забил решающий мяч на выезде Кубка УЕФА против «Шальке 04», который позволил «Шахтёру» пройти в 1/8 финала.
В январе 2007 года стал игроком «Уиган Атлетик». По данным английских СМИ, сумма трансфера составила 2,1 млн фунтов ($4 млн.). 3 февраля в матче против «Портсмута» он дебютировал в составе нового клуба
Летом 2008 года Агахова подписал трехлетний контракт  с турецким «Кайсериспором». 4 июля 2009 года в статусе свободного агента перешёл в донецкий «Шахтёр».
В апреле 2013 года объявил о завершении игровой карьеры. Руководит футбольной академией в Лагосе.

## Международная карьера
В 1999 году Агахова в составе юношеской сборной Нигерии дошёл до финала Кубка Африки, а также помог национальной команде пробиться в 1/4 финала чемпионата мира среди юношей (до 20 лет).
В сборной Нигерии Агахова дебютировал на Кубке Африки-2000 в возрасте 17 лет, став самым молодым участником в истории соревнований. На том турнире нападающий поразил ворота сборной Марокко, а также записал на свой счет дубль в матче против Сенегала и помог своей команде пробиться в финал. В том же году Агахова вместе со сборной Нигерии дошёл до четвертьфинала Олимпийских игр в Сиднее. По мнению издания «World Soccer», Агахова входил в число 50-ти восходящих звезд мирового футбола.
На чемпионате мира 2002 Агахова забил единственный на этом турнире мяч сборной Нигерии в ворота сборной Швеции (1:2), исполнив после гола шесть сальто подряд.

## Достижения
«Эсперанс»
- Чемпион Туниса 1998/99
- Обладатель Кубка Туниса: 1999
- Победитель африканской Лиги чемпионов: 1999

«Шахтёр»
- Чемпион Украины: 2001/02, 2004/05, 2005/06, 2009/10, 2011/12
- Серебряный призёр чемпионатов Украины: 2002/03, 2003/04, 2006/07
- Обладатель Кубка Украины: 2002, 2004, 2012
- Обладатель Суперкубка Украины: 2005
- Финалист Кубка Украины: 2003, 2005, 2007
- Член бомбардирского Клуба Максима Шацких: 55 голов.

Нигерия
- Серебряный призёр Кубка Африки: 2000
- Бронзовый призёр Кубка Африки: 2002, 2004, 2006